# Biviers
Biviers – miejscowość i gmina we Francji, w regionie Owernia-Rodan-Alpy, w departamencie Isère.
Według danych na rok 1990 gminę zamieszkiwało 2258 osób, a gęstość zaludnienia wynosiła 366 osób/km² (wśród 2880 gmin regionu Rodan-Alpy Biviers plasuje się na 389. miejscu pod względem liczby ludności, natomiast pod względem powierzchni na miejscu 1421.).